# Gustavo Adrianzén
Gustavo Lino Adrianzén Olaya (25 de outubro de 1966) é um advogado, político e diplomata peruano. Exerceu o cargo de Presidente do Conselho de Ministros do Peru de 6 de março de 2024 a 13 de maio de 2025 no governo da Presidente Dina Boluarte.
Foi Ministro da Justiça e Direitos Humanos, entre abril e outubro de 2015, sob o então presidente Ollanta Humala, e serviu como representante permanente do Peru na Organização dos Estados Americanos (OAS) de 2023 a 2024.